# Paripi Kōmei
Paripi Kōmei (パリピ孔明?), también conocida como Ya Boy Kongming!, es una serie de manga japonesa escrita por Yuto Yotsuba e ilustrada por Ryō Ogawa. Ambientada en Shibuya, Tokio, la serie se centra en Zhuge Kongming, quien es transportado de la antigua China al Japón moderno y usa tácticas militares para transformar a su nueva amiga, Eiko Tsukimi, en una estrella de la música.
La serie se publicó en serie en el sitio web Comic Days de Kōdansha desde el 31 de diciembre de 2019 hasta el 16 de noviembre de 2021 y más tarde comenzó a publicarse en la revista Shūkan Young Magazine. Se ha recopilado en siete volúmenes tankōbon hasta el momento. Una adaptación de la serie a anime producido por el estudio P.A. Works está programada para estrenarse el 5 de abril de 2022.
Un drama televisivo de acción real que se emitió de septiembre a noviembre de 2023 en el bloque de programación Shinsui 10 Drama de Fuji TV.

## Sinopsis
El famoso estratega militar Zhuge Liang Kongming murió en la batalla de las llanuras de Wuzhang. En su lecho de muerte, desea que su próxima vida sea en un lugar pacífico, libre de derramamiento de sangre. Él renace (en su juventud) en el Japón moderno, apareciendo en medio de una fiesta de disfraces para Halloween en el distrito de clubes de Tokio. Los asistentes a la fiesta (Paripi, una contracción del inglés "party people") de Shibuya lo atraen a un club nocturno donde conoce a Eiko Tsukimi, una aspirante a cantante y comienza su segunda vida.

## Personajes
Zhuge Kongming (諸葛 孔明 Kongming Zhuge?)
Seiyū: Ryōtarō Okiayu
Acción real: Osamu Mukai (drama), Ray Murita (obra de teatro)
El estratega brillante e inteligente y el Canciller del Reino de Shu durante el Periodo de los Tres Reinos, conocido como el Sr. Wolong (Dragón Durmiente), que murió en la Batalla de las Planicies de Wuzhang, pero de alguna manera se reencarnó en la actual Shibuya en su aspecto juvenil. Por casualidad, se encuentra con Eiko durante su actuación de canto durante la fiesta de Halloween y luego lo recoge. Las canciones de Eiko conmueven su corazón tres veces, por lo que decide convertirse en su estratega, con el fin de ayudarla a realizar su sueño de convertirse en una gran cantante. Con un alto coeficiente intelectual y una gran sed de conocimiento, se adapta rápidamente a la vida moderna después de reencarnarse en la era moderna. Más tarde, Kongming planeó y promovió con éxito las tres principales compañías discográficas "SSS Music", "V-Ex" y "Key Time" para participar conjuntamente en el evento musical a gran escala "The Orion of 4 years ago" como una oportunidad, y Eiko y otros establecieron la compañía discográfica "Fourth Kingdom".
Eiko Tsukimi (月見 英子 Tsukimi Eiko?)
Seiyū: Kaede Hondo, 96neko (voz cantada)
Acción real: Moka Kamishiraishi (drama), Haruki Iwata (obra de teatro)
Una mujer joven que hizo su debut como cantante, Eiko, y espera convertirse en cantautora, Kongming elogió su canto por "tener el poder de transmitir tu corazón a los demás". Nacida en Kioto, su padre dejó a su madre e hija para aprovechar la oportunidad de perseguir su sueño musical en los Estados Unidos, lo que llevó a su madre a oponerse firmemente a la exposición de Eiko a la música. También creía que su madre ahuyentó a su padre de su hogar e indirectamente provocó que la relación madre-hija se distanciara y rompiera. Mientras Eiko intentaba saltar de las vías del tren en su intento de suicidarse, Kobayashi la rescató y la invitó a escuchar el canto de la cantante estadounidense Maria Diesel en el BB Lounge dirigido por Kobayashi, y recuperó su esperanza de vida. Entonces, comenzó a trabajar en el BB Lounge como cantante residente y dependienta de tienda. Al comienzo de la historia, cuando conoció a Kongming, casi renuncia a su sueño, pero con el apoyo de Kongming, gradualmente comenzó a luchar y crecer. Con el establecimiento oficial de la compañía discográfica "Fourth Kingdom", se convirtió en la cantante principal de "Fourth Kingdom". Sus personajes llevan el nombre de Huang Yueying (la esposa de Kongming), un personaje del Período de los Tres Reinos, pero la configuración de su personaje se parece más a Liu Bei (señor de Kongming) y no hay una trama ambigua entre ella y Kongming.
Kabetaijin (KABE太人?)
Seiyū: Shōya Chiba
Acción real: Ryubi Miyase (drama), Fumiya Takao (obra de teatro)
Su verdadero nombre es Taijin Kawabe; un joven rapero que ha dominado el concurso de rap MC "DRB" durante tres años consecutivos, y tiene el apodo de estilo libre sin igual. Sin embargo, como no aguantó la presión, abandonó el mundo del rap tras perder la batalla por úlceras estomacales en el duelo de MC. Sin embargo, después de escuchar el canto de Eiko en el BB Lounge y su acalorada confrontación con MC Battle de Kongming, recuperó su entusiasmo y decidió regresar como rapero y convertirse en socio de Eiko y otros. El nombre de la persona es "Kabe", que es la palabra japonesa para "muro", que corresponde a Seki (Rojo) de Sekitoba (Liebre Roja) Kung Fu.
Nanami Kuon (久遠 七海 Kuon Nanami?)
Seiyū: Hibiku Yamamura, Lezel (voz cantada)
Acción real: Rikako Yagi (drama), Moeka Koizumi (obra de teatro)
La vocalista y bajista de la banda Azalea; junto con el guitarrista Ichika y el baterista Futaba, son amigos de la universidad. En la universidad, los tres formaron una banda por su pasión por la música, pero debido a consideraciones de marketing comercial, tuvieron que seguir la política de Toshihito Karasawa, y gradualmente perdieron sus intenciones y voluntad originales. Nanami cantó la canción de Maria Diesel "I'm Still Alive Today" en la calle sin maquillaje y conoció a Eiko, que también estaba tratando de actuar en la calle. Mientras escucha el canto de Kabetaijin y Eiko, recuerda sus intenciones originales en la industria de la música y se conmueve hasta las lágrimas. Eligieron interpretar sus canciones a su manera y recibieron una cálida respuesta de los fanes. También obtuvieron 100 000 me gusta gracias a la ayuda de Kongming y se hicieron amigos de Eiko y otros.
Propietario Kobayashi (オーナー小林 Ōnā Kobayashi?)
Seiyū: Jun Fukushima
Acción real: Mirai Moriyama (drama), Takeshi Nadagi (obra de teatro)
El dueño del BB Lounge. Aunque tiene una personalidad fuerte, es un otaku del Periodo los Tres Reinos y también le gusta jugar al Go. En el pasado, rescató a Eiko, quien intentó suicidarse, y la dejó ayudar en la tienda y servir como cantante residente. Como admiraba a Kongming, que podía responder a sus preguntas difíciles durante la entrevista, lo contrató como recepcionista y cantinero en el BB Lounge. Originalmente, después del ascenso gradual de Eiko, pensó que el pequeño tamaño del BB Lounge limitaría el desarrollo de Eiko, pero debido a la estrategia de Kongming, que llevó al grupo a establecer una compañía discográfica llamada "Fourth Kingdom", y optó por continuar a ayudar a Eiko y los otros. Él es la persona clave que inspiró a Eiko a crear una nueva canción, "Hot Chill Hot".

## Medios

### Manga
Paripi Kōmei es escrito por Yuto Yotsuba e ilustrado por Ryō Ogawa, fue serializado en la plataforma en línea Comic Days de Kōdansha desde el 31 de diciembre de 2019, al 16 de noviembre de 2021. La serie se transfirió a la revista Shūkan Young Magazine a partir del 22 de noviembre de 2021. Kōdansha ha recopilado sus capítulos en volúmenes de tankōbon individuales. El primer volumen se publicó el 8 de abril de 2020, y hasta el momento han sido lanzados siete volúmenes.
El manga ha sido autorizado para su lanzamiento digital en inglés en Norteamérica por Kodansha USA, con el primer volumen lanzado el 1 de junio de 2021.
| Volúmenes de manga publicados | Volúmenes de manga publicados | Volúmenes de manga publicados |
| Número                        | Fecha de publicación          | ISBN                          |
| ----------------------------- | ----------------------------- | ----------------------------- |
| 1                             | 8 de abril de 2020            | ISBN 978-4-06-519219-1        |
| 2                             | 8 de julio de 2020            | ISBN 978-4-06-520198-5        |
| 3                             | 14 de octubre de 2020         | ISBN 978-4-06-520998-1        |
| 4                             | 13 de enero de 2021           | ISBN 978-4-06-522012-2        |
| 5                             | 14 de abril de 2021           | ISBN 978-4-06-522928-6        |
| 6                             | 14 de julio de 2021           | ISBN 978-4-06-523989-6        |
| 7                             | 18 de noviembre de 2021       | ISBN 978-4-06-525885-9        |
| 8                             | 6 de enero de 2022            | ISBN 978-4-06-526485-0        |

### Anime
Una adaptación de la serie de televisión de anime de P.A. Works se anunció en noviembre de 2021. La serie fue dirigida por Shū Honma, con Yōko Yonaiyama supervisando los guiones de la serie, Kanami Sekiguchi diseñando los personajes y Genki Hikota componiendo la música. Se transmitió en Abema y otras plataformas del 31 de marzo  al 16 de junio de 2022 y en Tokyo MX, MBS y BS NTV del 5 de abril al 21 de junio del mismo año. El tema de apertura es "Chikichiki Banban" de la unidad musical Queendom, mientras que el tema de cierre es "Kibun Jōjō" de Eiko Starring 96Neko. Sentai Filmworks obtuvo la licencia de la serie fuera de Asia, y lo transmitió en HIDIVE.
En noviembre de 2023, se anunció que una película recopilatoria, titulada "Ya Boy Kongming! Road to Summer Sonia", se estrenará en los cines japoneses el 1 de marzo de 2024.

## Recepción
La serie ganó el premio U-NEXT del Next Manga Award en la categoría web en 2020. La serie ocupó el noveno lugar en los «Cómics recomendados por los empleados de las librerías nacionales de 2021» según el sitio web Honya Club.

## Otras lecturas
- Silverman, Rebecca (18 de junio de 2021). «Ya Boy Kongming! - The Spring 2021 Manga Guide» (en inglés). Anime News Network.